# Agent chaotropique
Un chaotrope, ou agent chaotropique par anglicisme, est une molécule qui détruit la structure spatiale (tridimensionnelle) des macromolécules biologiques telles que les protéines et les acides nucléiques — ADN et ARN — et les dénature. Les chaotropes interfèrent avec les interactions intramoléculaires faibles (non covalentes), comme les liaisons hydrogène, les forces de van der Waals et l'effet hydrophobe.
Parmi les chaotropes, on trouve :
- l'urée ;
- les sels de guanidine tels que le chlorure de guanidinium et le thiocyanate de guanidinium ;
- le perchlorate de lithium.

L'effet chaotrope de ces substances est obtenu à des concentrations élevées, de l'ordre de plusieurs moles par litre. 

## Utilisation
Les chaotropes sont utilisés en biochimie dans plusieurs cas :
- dans les séparations d'acides nucléiques par électrophorèse, afin de détruire les appariements de bases ; ceci permet de séparer les deux brins de l'ADN et d'empêcher la formation de structures secondaires dans l'ARN ;
- pour dénaturer les protéines et bloquer en particulier leur activité enzymatique ;
- pour solubiliser des protéines agrégées ou précipitées.